# Dipartimento di Tacuarembó
Il dipartimento di Tacuarembó è uno dei 19 dipartimenti dell'Uruguay, situato nella parte centro-settentrionale del paese, il suo capoluogo è la città di Tacuarembó nella quale risiede oltre la metà della popolazione complessiva del dipartimento (51.224 abitanti al censimento 2004).
È il dipartimento uruguayano più esteso benché abbia una popolazione relativamente ridotta.

## Geografia fisica
Confina a nord e nord-est con il dipartimento di Rivera, a sud-est con quello di Cerro Largo, a sud con quello di Durazno e a ovest con i dipartimenti di Río Negro, Paysandú e Salto.

### Centri principali
| Città                   | Popolazione  |
| ----------------------- | ------------ |
| Villa Ansina            | 1.930 (1996) |
| Paso Bonilla            | 1.000 (1996) |
| Paso de los Toros       | 13.459       |
| San Gregorio de Polanco | 3.096        |
| Tacuarembó              | 43.580       |
| Tambores                | 1.479 (1996) |